# Cisery
Cisery korábbi község (település) Franciaországban, Saône-et-Loire megyében. 2019. január 1-jén további 4 korábbi községgel egyesült és azokkal együtt Guillon-Terre-Plaine új község része lett.
Lakosainak száma 55 fő (2018. január 1.). Cisery Trévilly, Guillon és Savigny-en-Terre-Plaine községekkel határos.

## Népesség
A település népességének változása:
| Lakosok száma | 52   | 52   | 53   | 54   | 55   |
|               | 2013 | 2015 | 2016 | 2017 | 2018 |